# けいはんなプラザ
けいはんなプラザは、関西文化学術研究都市の一部である精華・西木津地区にある文化学術研究交流施設。

## 概要
官民共同出資の株式会社けいはんなが運営し、ラボ棟、スーパーラボ棟、交流棟の3つの建物から構成されている。ラボ棟には研究施設(全162室と関西最大級、ウエット施設もあり)、郵便局などがあり、交流棟には「けいはんなプラザホテル」や京都府立けいはんなホール、アトリウム、レストラン、ジュニア図書コーナー（科学道100冊を展示、館内閲覧用）などがある。

### 交流棟
- 京都府立けいはんなホール（旧称「住友ホール」）[2][3]。
別子銅山開坑300年を記念して住友グループ20社が寄贈したコンベンション施設である[4]。
  - メインホール　1352㎡、1000席収容[5][6]
  - イベントホール　 770㎡（2分割の利用も可能）[7]
  - 大会議室　502㎡（2分割の利用も可能）[8]
  - 中会議室　166㎡が2室（一方は2分割の利用も可能）[9]
  - 小会議室　39㎡が4室[10]
  - ギャラリ―　交流棟とラボ棟の間の2階連絡通路の壁面[11]
  - アトリウム（円形のロビー、休憩スペース）[2]
- けいはんなプラザホテル（客室は交流棟4･5･6階　フロントは1階）[2]
- カルチャー教室[2]
- 店舗[12]
- レストラン[12]
- 教室[12]
- トレーニングセンター[12]

- 2020年までは銀行の出張所も置かれていた[13]。

### ラボ棟
研究・実験に適した設備を備えたレンタルラボ
- 地下1階、地上13階（低階層部1-5階、高階層部6-13階）、20754㎡、最高高さ60m[14]
- インキュベート・ルーム
ラボ棟4-6階の一部はインキュベート・ルーム（京都府けいはんなベンチャーセンター）となっている[15]
- 郵便局

### スーパーラボ棟
特殊な実験にも対応可能な設備を備えたレンタルラボ
- 地上2階、1922㎡、階高7m、最高高さ18.5ｍ[16]

### 日時計広場

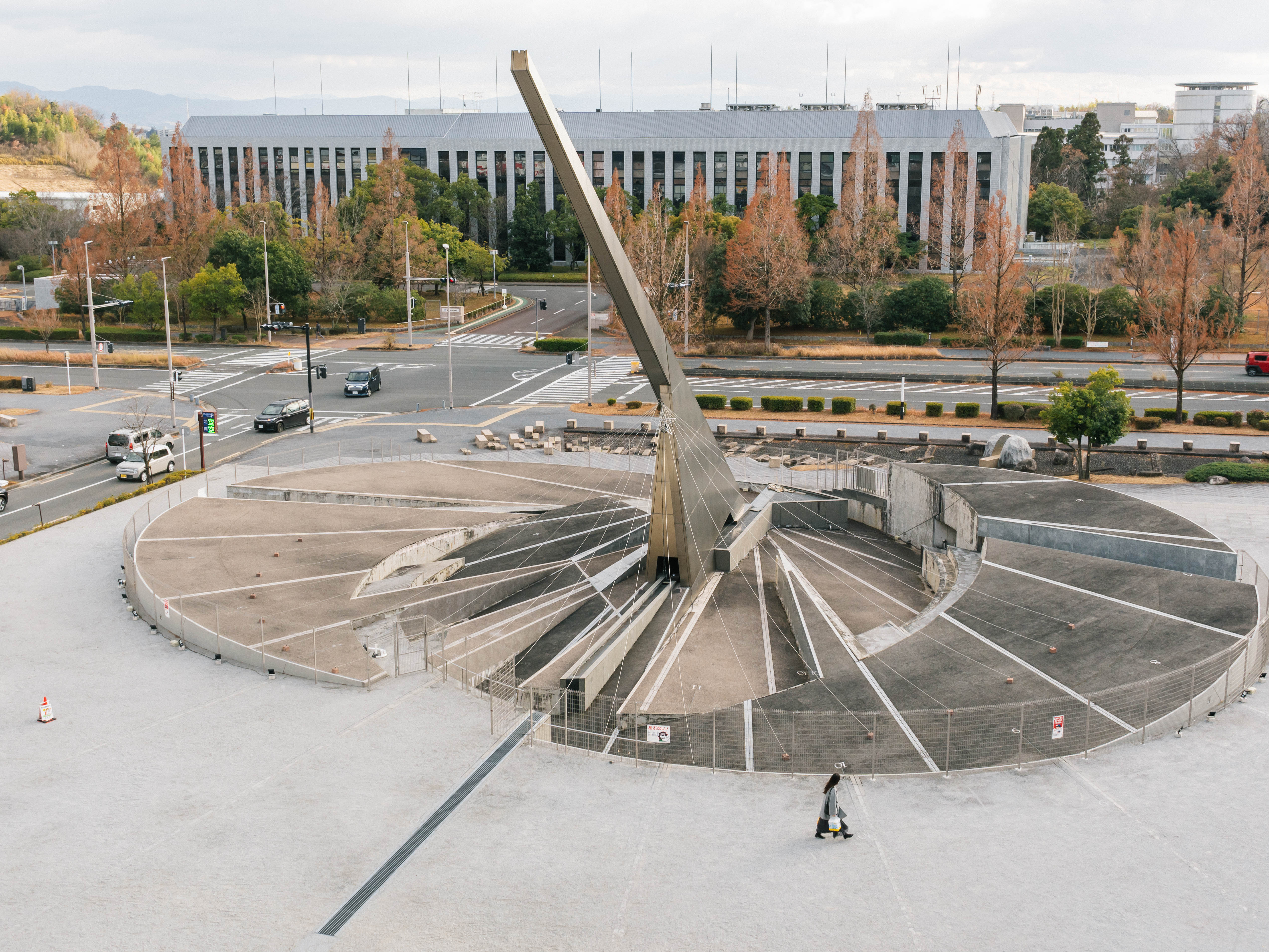
日時計広場。後方は国際電気通信基礎技術研究所。

交流棟の前には巨大な日時計モニュメントを含む広場が設置されている。この日時計は、けいはんなプラザが1993年にオープンした際、前庭に設置されたモニュメント。箕原真（）の設計によるもので、針は高さ約20m、長さ約35mのチタニウム製で、文字盤は面積が3,877.86m2あり、文字盤の面積世界一として1994年度のギネスブックに掲載された。当初はアルゴンガス方式の青緑色のレーザー光線を北極星に向けて発射していたが、1996年に装置が故障し、高額な費用がかかるため修理はされないまま放置されていた。その後運営会社のけいはんなは2007年に民事再生法を適用して事実上経営破綻したが、後に経営再建に成功している。
翌年の2008年になり、日本伸縮管の岩本泰一社長がレーザー光線を放っていた時の写真を見て復活させることを思い立ち、名古屋市中心部の公園など新しい照射システムを調査したうえで、けいはんな学研都市精華地区まちづくり協議会でレーザー光線復活計画を提案。日時計を所有する株式会社けいはんなの承諾を得て、けいはんな学研都市精華地区まちづくり協議会は2010年6月24日に半導体を使っての光線の試験照射を行った。
また、同協議会は2010年10月12日にも試験を実施。これに合わせ、株式会社けいはんなは1995年から約6年間営業していたビアガーデンを試験と同じ日に復活させた。
そして、2週間後の10月26日、けいはんな学研都市精華地区まちづくり協議会や精華町・木津川市の4地区の住民代表などでプロジェクトチームを発足。同年12月27日には京都府の地域力再生プロジェクトの平成22年度第2回交付金の対象に選ばれ、申請額と同じ225,000円の交付が認められた。
その後、2012年2月には精華町・木津川市の住民および地元企業などからの募金が800万を超し、同年3月4日に緑色の光を放つ米国製の10W型半導体レーザーの設置が完了。3月9日より永続的なレーザー照射が再開された。

### 駐車場
- 時間貸駐車場
- 来賓用駐車スペース
- 車椅子専用駐車場

## 沿革
けいはんなプラザは、けいはんな学研都市の中核施設として建設された。関西文化学術研究都市建設促進法の第二条第五項及び基本方針に定められた文化学術研究交流施設として1993年（平成5年）4月に竣工・オープンした。
- 1978年（昭和53年）9月 - 関西学術研究都市調査懇談会が発足する[39]。
- 1983年（昭和58年）3月 - 関西文化学術研究都市建設推進協議会が発足する[39]。
- 1986年（昭和61年）6月 - 財団法人関西文化学術研究都市推進機構が設立する[39]。
- 1986年（昭和61年）6月 - 国土庁が「関西文化学術研究都市建設基本方針」を策定する[39]。
- 1987年（昭和62年）6月 - 関西文化学術研究都市建設促進法が公布・施行される[39]。
- 1989年（平成元年）1月 - 関西文化学術研究都市推進機構が「文化学術研究交流施設の具体化に関する調査」の結果をまとめる[39]。
- 1989年（平成元年）4月 - 文化学術研究交流施設の準備室が大阪市内に置かれる[39]。
- 1989年（平成元年）4月 - 賢人会議において、設置運営会社名を京都、大阪、奈良をやわらかく表現した「けいはんな」とすることが決定する[39]。
- 1989年（平成元年）6月 - 株式会社けいはんな設立発起人会が開催される[39]。
- 1989年（平成元年）8月1日 - 株式会社けいはんな設立 (会長 宇野 收、社長 小林　庄一郎　資本金：27億円　本店設置場所：京都市下京区五条通烏丸東入松屋町438）。
- 1989年（平成元年）8月24日 - 株式会社けいはんなが「文化学術研究交流施設を整備する株式会社」と内閣総理大臣に指定される[39]。
- 1993年（平成5年）4月 - けいはんなプラザ竣工が竣工[39]。
- 1993年（平成5年）4月 - 株式会社けいはんなの本店がけいはんなプラザ内に移転する[39]。
- 2007年（平成19年）11月30日 - 民事再生手続き開始を申し立てる[40]。
- 2007年（平成19年）12月31日 - 大阪地裁が民事再生の手続き開始を決定する[41]。
- 2008年（平成20年）4月30日 - けいはんなが大阪地裁に再生計画案を提出する[42]。
- 2008年（平成20年）7月4日 - 再生計画について債権者による票決の結果、大多数の同意を得る[43]。
- 2008年（平成20年）7月30日 - 大阪地裁が再生計画認可決定[44]。
- 2008年（平成20年）9月19日 - 大阪地裁が民事再生手続き終結を決定する[45]。会社も後に経営再建に成功した。
- 2008年（平成20年）12月26日 - 住友グループの寄付により、住友ホールが京都府立けいはんなホールとなる[46]。
- 2011年（平成23年）1月27日 - けいはんなプラザとセブンイレブン木津州見台1丁目店で行われた改装の完成式典が行われる[47]。改装は、けいはんなエコシティ推進プランの一環として環境省から約6億円の委託費を受けた京都府がけいはんなプラザ、セブンイレブン木津州見台1丁目店、同志社大学京田辺キャンパス知真館1号館を省エネ化したもので、けいはんなプラザでは太陽光発電パネル258枚をけいはんなホールとスーパーラボ棟の屋上に、太陽熱温水パネルを展示棟に設置し、照明約1,590台がLEDに交換された[47]。
- 2020年（令和2年）4月1日 - 株式会社けいはんなが子会社の株式会社けいはんなプラザホテルを吸収合併する。

## 交通アクセス
道路
- 京奈和自動車道精華学研IC

鉄道
- 学研都市線（JR西日本） 祝園駅下車。
- 近鉄京都線 新祝園駅下車。

両駅から奈良交通バスまたは精華くるりんバス10分「ATR」バス停下車すぐ。
- 近鉄けいはんな線 学研奈良登美ヶ丘駅からも奈良交通のバスが運行されている（昼間時で15分間隔）。
- 近鉄京都線狛田駅・山田川駅、およびJR学研都市線下狛駅からも精華くるりんバスが運行されているが、1日5～6便となっている。

高速バス
- 京都駅八条口から京阪バスまたは奈良交通京都けいはんな線50分「けいはんなプラザ」バス停下車、徒歩すぐ。（平日朝夕のみ）